# Patrik Berglund
Patrik Berglund (* 2. Juni 1988 in Västerås) ist ein ehemaliger schwedischer Eishockeyspieler, der im Verlauf seiner aktiven Karriere zwischen 2004 und 2021 unter anderem 777 Spiele für die St. Louis Blues und Buffalo Sabres in der National Hockey League (NHL) auf der Position des Centers bestritten hat. Mit der schwedischen Nationalmannschaft gewann Berglund bei der Weltmeisterschaft 2011 sowie den Olympischen Winterspielen 2014 jeweils die Silbermedaille.

## Karriere
Patrik Berglund begann seine Karriere als Eishockeyspieler in seiner Heimatstadt im Nachwuchsbereich des VIK Västerås HK, für dessen Profimannschaft er von 2005 bis 2008 in der zweitklassigen HockeyAllsvenskan aktiv war. In diesem Zeitraum wurde der Angreifer im NHL Entry Draft 2006 in der ersten Runde als insgesamt 25. Spieler von den St. Louis Blues ausgewählt. Für St. Louis erzielte er in der Saison 2008/09, seinem Rookiejahr, in 80 Spielen 21 Tore und gab 26 Vorlagen. Aufgrund seiner Leistungen wurde der Schwede in das NHL All-Rookie Team berufen.
In den folgenden Saisons etablierte sich Berglund als regelmäßiger Scorer bei den Blues und verließ Nordamerika nur kurzzeitig während des Lockouts der Saison 2012/13, um erneut für seinen Heimatverein VIK Västerås HK aufzulaufen.
Im Februar 2017 verlängerte der Angreifer seinen am Ende der Saison auslaufenden Vertrag in St. Louis um weitere fünf Jahre, in denen er ein durchschnittliches Jahresgehalt von 3,85 Millionen US-Dollar erhalten soll. Nach insgesamt zehn Jahren gaben ihn die Blues allerdings im Juli 2018 samt Tage Thompson, Vladimír Sobotka, einem Erstrunden-Wahlrecht für den NHL Entry Draft 2019 sowie einem Zweitrunden-Wahlrecht für den NHL Entry Draft 2021 an die Buffalo Sabres ab. Im Gegenzug wechselte Ryan O’Reilly nach St. Louis.
In Buffalo war Berglund jedoch nur für wenige Monate aktiv, bis man sich im Dezember 2018 auf die Auflösung seines noch knapp dreieinhalb Jahre gültigen Vertrages einigte. Der Schwede pausierte daraufhin bis zum Beginn der folgenden Saison. Er kehrte in seine Heimat zurück und verbrachte die Saison 2019/20 bei Djurgårdens IF in der Svenska Hockeyligan. Anschließend wechselte Berglund im Sommer 2020 zum Ligakonkurrenten Brynäs IF. Dort wurde sein Vertrag im September 2021 aufgelöst und er trat danach im professionellen Eishockey nicht mehr in Erscheinung.

### International
Für Schweden nahm Berglund an der Eishockey-Weltmeisterschaft der U18-Junioren 2006 sowie den U20-Junioren-Weltmeisterschaften 2007 und 2008 teil. Des Weiteren stand er im Aufgebot Schwedens bei den Weltmeisterschaften 2009 und 2011, wobei er mit dem Team die Bronze- sowie die Silbermedaille gewann. Die Silbermedaille errang er mit den Tre Kronor auch bei den Olympischen Winterspielen 2014 in Sotschi. Zudem vertrat er sein Heimatland beim World Cup of Hockey 2016 und erreichte dort mit dem Team den dritten Platz.

## Erfolge und Auszeichnungen
- 2009 Teilnahme am NHL YoungStars Game
- 2009 NHL All-Rookie Team

### International
| - 2008 Silbermedaille bei der U20-Junioren-Weltmeisterschaft - 2008 All-Star-Team bei der U20-Junioren-Weltmeisterschaft - 2009 Bronzemedaille bei der Weltmeisterschaft | - 2011 Silbermedaille bei der Weltmeisterschaft - 2011 All-Star-Team der Weltmeisterschaft - 2014 Silbermedaille bei den Olympischen Winterspielen |

## Karrierestatistik

### International
Vertrat Schweden bei:
| - U18-Weltmeisterschaft 2006 - U20-Weltmeisterschaft 2007 - U20-Weltmeisterschaft 2008 - Weltmeisterschaft 2009 | - Weltmeisterschaft 2011 - Olympischen Winterspielen 2014 - World Cup of Hockey 2016 |

(Legende zur Spielerstatistik: Sp oder GP = absolvierte Spiele; T oder G = erzielte Tore; V oder A = erzielte Assists; Pkt oder Pts = erzielte Scorerpunkte; SM oder PIM = erhaltene Strafminuten; +/− = Plus/Minus-Bilanz; PP = erzielte Überzahltore; SH = erzielte Unterzahltore; GW = erzielte Siegtore; 1 Play-downs/Relegation; Kursiv: Statistik nicht vollständig)